# Michael Baldwin
Michael Baldwin (* 1945 in Chipping Norton, Yorkshire, Großbritannien; lebt in Middleton Cheney, bei Banbury, England) ist ein britischer Konzeptkünstler, Autor und Gründungsmitglied der Künstlergruppe Art & Language.

## Leben und Werk
Michael Baldwin studierte am Coventry College of Art von 1964 bis 1967. Er lehrte am Lanchester Polytechnic in Coventry von 1969 bis 1971 sowie an der Leamington School of Art ab 1969.
Michael Baldwin lernte den Künstler Terry Atkinson 1966 am Coventry College of Art kennen, wo Atkinson lehrte. Die beiden gründeten im Jahr 1968 die avantgardistische Künstlergruppe Art & Language.
Michael Baldwin war als Mitglied von Art & Language im Jahr 1972 Teilnehmer der Documenta 5 in Kassel mit dem Projekt Index 0001 in der Abteilung Idee + Idee/Licht, zusammen mit den Art & Language-Künstlern Terry Atkinson, David Bainbridge, Ian Burn, Charles Harrison, Harold Hurrell, Mel Ramsden und dem US-amerikanischen Spezialisten für Kunst-Sprache Joseph Kosuth. Mit Art & Language war er auch auf der Documenta 6 (1977), der Documenta 7 im Jahr 1982 und der Documenta X 1997 vertreten.
Seit 1977 wird Art & Language noch von Baldwin und Ramsden als Projekt weitergeführt. Es entstand ein inzwischen umfangreiches Œuvre an Objekten und Bildern. Viele Texte wurden von Charles Harrison geschrieben, der seit 1971 Art-Language herausgibt.